# Pithecellobium striolatum
Pithecellobium striolatum là một loài thực vật có hoa trong họ Đậu. Loài này được Urb. miêu tả khoa học đầu tiên.